# 日本保険学会
日本保険学会（にほんほけんがっかい、英語: The Japanese Society Of Insurance Science (JSIS)）は、日本の学術研究団体の一つ。

## 概要
1940年11月24日設立。学術研究団体としての種別は単独学会。
法学・経済学・経営学を学術研究領域とし、保険に関する研究と保険研究者相互の協力を促進し、国内外の関係学会・団体との連絡および交流を図ることを目的としている。
国内においては日本経済学会連合、経営関連学会協議会に、国際学術連合体としては国際保険法学会、アジア太平洋リスク保険学会に加入している。
その他の国際活動として韓国保険学会との交流を長年にわたり行っている。"

## 沿革
（出典）
- 1894年（明治27年） － 東京帝国大学を卒業した志田、玉木および粟津の三氏が研究会を結成。
- 1895年（明治28年） － 「保険学会」の名称で『保険雑誌』発行開始。（創刊号は9月20日刊行）
- 1898年（明治31年） － 発会式を兼ね、学会規則議定のため臨時総会開催。
- 1940年（昭和15年）6月 － 藤本、岩本、小島、森、志田、椎名、園、末高、滝谷の9氏を創立準備委員として「日本保険学会」設立計画。
- 1940年11月24日 － 東京帝国大学において創立総会開催。その後、戦争激化のため学会活動停止。
- 1948年（昭和23年） － 旧「保険学会」は発展的に解消。
- 1950年（昭和25年） － 「日本保険学会」再建総会開催。
- 1990年（平成2年） － 創立50周年を迎え、東京国際大学にて記念大会を開催。
- 2010年（平成22年） － 創立70周年を迎え、早稲田大学にて記念大会を実施。
- 2015年（平成27年） － 創立75周年を迎え、慶応義塾大学にて記念大会を実施。
- 2020年（令和2年） － 創立80周年を迎え、明治大学にて記念大会を実施。

## 刊行物

### 保険学雑誌
- 誌名（和文）：保険学雑誌
- 誌名（欧文）：Journal of Insurance Science
- 創刊年：1895
- 資料種別：ジャーナル（査読付き論文を含む）
- 使用言語：日英混在
- 発行形態：印刷体、eジャーナル
- 著作権帰属先：学会
- クリエイティブコモンズ：定めていない
- 購読：有料